# Partito Liberale Messicano
Il Partito Liberale Messicano, o Partido Liberal Mexicano in spagnolo, o semplicemente PLM, è stato un movimento politico fondato il 28 settembre 1905 che mirava a riorganizzare il vecchio Partito Liberale, che fu protagonista della promulgazione della Costituzione del 1857, indirizzando il vecchio partito verso posizioni più rivoluzionarie e libertarie.
Era organizzato dalla Giunta Organizzatrice del Partito Liberale Messicano, in cui vi erano anche anarchici quali Ricardo ed Enrique Flores Magón e Librado Rivera. A tale gruppo si può ascrivere la transizione che portò il vecchio partito dal liberalismo al libertarismo. Il PLM, ed i magonisti, così erano chiamati i militanti del PLM, furono la base che guidò le prime insurrezioni contro il dittatore Porfirio Díaz e che gettò le fondamenta per la Rivoluzione messicana del 1910. I delegati del PLM intervennero in prima persona negli scioperi operai di Cananea e Río Blanco, solo per fare un esempio, avevano a disposizione un giornale di tendenza anti-porfirista che si chiamava Regeneración.
L'attività politica del PLM ebbe termine prima con la morte di Ricardo Flores Magón nel 1922 e poi qualche anno dopo con l'arresto e la deportazione di Librado Rivera.

## La nascita
Nel febbraio del 1901 si tenne a San Luis Potosí il congresso liberale organizzato da Camilo Arriaga. Durante tale congresso ispirato alla costituzione del 1857 alla presenza dei 14 rappresentanti gli stati del Messico, Camilo Arriaga tentò di fondare un partito liberale ma il suo tentativo non ebbe successo.
Sulla spinta del congresso nel 1901 furono fondati decine di club liberali e il 5 febbraio, a San Luis Potosí, nacque la "Confederazione dei circoli liberali", i cui fondatori furono arrestati l'anno successivo. La repressione effettuata da Porfirio Díaz su ogni forma di opposizione portò alla rielezione stessa di Díaz nel 1902. Nel 1904 gli avversari di Díaz furono costretti a riparare all'estero con la susseguente divisione dei diversi gruppi. Uno di questi, quello guidato da Camilo Arriaga trovò rifugio in Texas mentre un altro, guidato da Ricardo Flores Magón, nella città di Laredo al confine con gli Stati Uniti.
La polizia di Díaz, aiutata dal governo americano, perseguì i militanti liberali in Texas, per cui furono costretti a spostarsi a Nord. Il 28 settembre 1905, a St. Louis, Ricardo Flores Magón elaborò il manifesto con il quale veniva costituita la Giunta Organizzatrice del Partito Liberale Messicano, il cui scopo era la riunione di tutte le forze d'opposizione per lottare contro la dittatura.
Il 1º luglio del 1906 la Giunta Organizzatrice (Junta Organizadora) promulgò il Manifesto e il Programma del Partito Liberale Messicano istituzionalizzandone la nascita. Tra i punti principali del programma c'erano la proibizione del lavoro infantile e l'educazione laica obbligatoria e gratuita, la giornata lavorativa di 8 ore, il salario minimo, l'indennizzazione padronale per gli incidenti lavorativi.
Il Programma del PLM fu la sintesi dei contributi fatti pervenire alla Giunta, ma il programma finale fu redatto da Juan Sarabia. Tutti i fondatori firmarono il programma, eccezion fatta per Rosalío Bustamante. Quasi tutti gli esponenti della Giunta tenevano contatti con il libertarismo, non tutti erano sicuri che il PLM dovesse assumere una posizione libertaria, il fallimento della rivolta del 1906 fece convergere i membri della Giunta su posizioni vicine all'anarchismo. Nel 1908 i fratelli Flores Magón, Librado Rivera e Práxedis Guerrero, rimossero dalle loro cariche Antonio Irineo Villarreal e Manuel Sarabia con l'accusa di eccessiva moderazione della loro posizione politica. Tale situazione sancì la rottura con Francisco Madero e i suoi che sceglieranno la strada liberale e istituzionale. Dopo molti anni i punti caratterizzanti il PLM saranno utilizzati per la Costituzione politica degli Stati Uniti Messicani promulgata nel 1917 e che determinò de iure ma non de facto, la fine della rivoluzione messicana.

## Le rivolte
Molte insurrezioni furono organizzate dal PLM contro la dittatura di Porfirio Díaz a partire dal 1906, insurrezioni che furono represse militarmente. Per ricordarne qualcuna: lo sciopero minerario di Cananea fu portato avanti con parole d'ordine provenienti dal manifesto del MPL così come lo sciopero tessile di Rio Blanco e Veracruz, mentre la ribellione di Acayucan, Minatitlan e Puerto Messico fu guidata dalle parole d'ordine di Hilary C. Salas e Cándido Donato Padua, delegati del PLM a Veracruz e Tabasco.
Il 16 settembre 1906, giornata di celebrazioni per l'indipendenza del Mexico, fu celto dal PLM come giorno d'inizio della rivoluzione. L'MPL disponeva di 44 formazioni guerrigliere che oscillavano fra un minimo di 50 uomini addestrati e un max di 300 uomini, i qualiavrebbero dovuto insorgere contemporaneamente coadiuvati dai gruppi operanti sui confini, gruppi predisposti anche al rifornimento d'armi. Ma la polizia fra il 2 edil 5 settembre, nonostante le precauzioni, fermò la maggior parte dei rivoltosi sequestrando armi e documenti. Vistisi scoperti i magonisti dovettero rimandare i loro piani.
Il 26 settembre, un gruppo di rivoluzionari attaccò la città di Jimenez, ma la convergenza sulla città dei governativi in forze li costrinse al ritiro. Altrettanti risultati negativi si ebbero nelle sommosse di Monclova, Saragozza, Ciudad Porfirio Díaz ovvero Piedras Negras e altre piccole città in Coahuila il 30 settembre insorsero Acayucan, Minatitlan e Puerto Mexico, guidata da Hilary C. Salas e Cándido Donato Padua, delegati PLM a Veracruz e Tabasco. Ad Acayucan i combattimenti con i governativi durarono 4 giorni e la maggior parte dei ribelli perse la vita in tali combattimenti, un certo numero di ribelli riparò sulle montagne di Soteapan, dove si riorganizzarono per una guerra di guerriglia che durerà fino al 1911. Il PLM mise in atto un terzo tentativo di insurrezione a Camargo, Tamaulipas, il 16 ottobre, ma purenon ebbe l'effetto sperato dai ribelli. Tre giorni dopo, il gruppo di El Paso, Texas, organizzato da Juan Sarabia, Antonio I. Villarreal e Ricardo Flores Magón, si diresse a Ciudad Juarez ma fu fermato dai governativi mentre cercavano di attraversare la frontiera. Gli insorti furono trattenuti in stato d'arresto a El Paso, trattenuti dagli ufficiali dell'immigrazione e dagli investigatori del Pinkerton National Detective Agency. Ricardo Flores Magón e Modesto Diaz riuscirono a fuggire facendo perdere le loro tracce.
Circa due anni dopo, il 24 giugno 1908, i rivoluzionari attaccarono la cittadina di Viesca, Coahuila, ma furono respinti e sconfitti dai governativi. I dirigenti del Partito vennero arrestati e reclusi nel carcere politico di San Juan de Ulua di Veracruz. Il 26 giugno, alcuni membri scampati all'arresto, attaccarono i villaggi di Las Vacas, ora Acuña, Casas Grandes e Palomas (Chihuahua). Attività militari del PLM furono segnalate anche a Oaxaca, Puebla, Tlaxcala, Morelos e Messico. Anche il movimento di protesta che paralizzò il traffico ferroviario nord del paese fu notevolmente influenzato dal PLM.

## La repressione
Secondo l'agente della Pinkerton Thomas Furlong a St. Louis, Missouri, nel 1908 furono reclusi nelle prigioni messicane circa 180 membri del PLM, tra i quali alcuni leader. Nel 1909, Praxedis G. Guerrero promosse una serie di manifesti rivolti ai lavoratori messicani, nei quali li si incitava all'insurrezione rivoluzionaria. L'arma più efficace del PLM fu la stampa: anche in esilio pubblicò, in diverse località, almeno 7 periodici o fogli propagandistici. Tutti di volta in volta furono soppressi dalle autorità.

## La rivoluzione
Per il Partito Liberale Messicano, l'esclusivo rovesciamento del dittatore Porfirio Díaz, 25 maggio 1911, non poteva essere bastante per garantire totale libertà alla comunità per cui l'azione politica doveva essere correlata a riforme economiche, per questo iniziarono ad espropriare con le armi le terre ai latifondisti, a distribuirle ai contadini e a difenderle militarmente dalla reazione dei proprietari terrieri. La rivoluzione messicana era oramai esplosa e il PLM dovette, di conseguenza, organizzarsi militarmente raggruppandosi nella "Confederazione dei Gruppi dell'Esercito Liberale" (spagnolo: Confederación de Grupos del Ejército Liberal)
Il 23 settembre 1911, a Los Angeles, la Junta Organizadora del Partito Liberale Messicano (PLM) pubblicò su «Regeneración» un Manifesto libertario in cui si invitavano i messicani a lottare contro Stato, clero e capitale secondo le parole d'ordine: «Tierra y Libertad».
Le azioni militari più importanti, tra il 1910 e il 1913, furono attuate con l'occupazione delle città di confine di Tijuana e Mexicali, conosciuta come l'insurrezione della Bassa California, ma altre città subirono attacchi rivoluzionari: negli Stati di Sonora, Chihuahua, Coahuila, Tamaulipas, Michoacán e nella grande città di Veracruz. Rifiutando di riconoscere il trattato di Ciudad Juárez che sanciva un accordo fra Porfirio Díaz e Francisco Madero ponendo termine alla prima fase della Rivoluzione messicana, i militanti del PLM, durante il governo provvisorio di Francisco León de la Barra, furono perseguitati dai federali e dai maderisti. Per farla finita con il PLM il governo messicano aveva chiesto l'appoggio del governo statunitense per il trasporto di truppe messicane negli Stati Uniti, di modo da poter metter fra due fuochi i guerriglieri della Bassa California. Nell'esercito liberale vi erano sia messicani che volontari di altre nazionalità, in particolare di idee anarchiche e socialiste, che soprattutto presero parte alla ribellione della Bassa California. Le azioni militari del PLM spesso non riuscirono vincenti per carenza di risorse e infiltrazioni della polizia nonché mancanza di chiarezza sia ideologica che tattica. Ad esempio, alcuni scelsero di seguire Madero, ex militante del PLM convertitosi al parlamentarismo per divergenze rispetto alle idee libertarie di Ricardo Flores Magón, e talvolta si ritrovarono a combattere contro i loro vecchi compagni rimasti fedeli ai principi libertari del Programma del PLM. Molti però preferirono il carcere o la morte piuttosto che tradire la causa di PLM convertendosi al liberalismo parlamentare. Un caso emblematico di questa volontà fu quella di Eugenio Alzalde, Antonio Lara Diaz e Tomas Vargas, fatti prigionieri a Ciudad Juárez dalle forze fedeli Madero. Altri personaggi che mantennero coerentemente le idee libertarie furono: Tirso de la Toba, Quirino Limone, Carmen Parra, L. Anselmo Figueroa, Librado Rivera, Jesus Gomez, Margarita Ortega, Juan Montero, Emilio Guerrero, Lucia Norman, Jesus Rangel, Rosa Gortari, Gabino Ramírez, María Brousse, Raul Palma, Basilia Franco e Fernando Palomares. Per distinguersi dai militanti del PLM che passarono con Madero, i militanti preferirono del MPL rimasti fedeli al manifesto iniziarono a dirsi anarchici. La stampa e i governativi li chiamavano magonisti e venivano trattati allo stesso modo di banditi sl servizio dei fratelli Magon. Gli storici useranno il termine "magonismo" per identificare il movimento che seguiva il pensiero di Ricardo Flores Magón e dei collaboratori di «Regeneración»: Librado Rivera, Praxedis G. Guerrero e Anselmo L. Figueroa

## La fase discendente del PLM
Dopo la ribellione in Bassa California e l'arresto di Ricardo Flores Magón, Librado Rivera e Anselmo Figueroa, ci furono altre insurrezioni guidate dall'PLM. Ad esempio il caso di Primitivo Gutierrez che, il 9 febbraio 1912, per conto del PLM proclamò l'instaurazione del comunismo anarchico a Las Vacas (Stato di Coahuila) in vece della costituzione. Nella Sierra del Burro, nel nord dello Stato di Coahuila, l'attività del PLM proseguì. Tuttavia, queste azioni non ebbero molto peso nello sviluppo della rivoluzione messicana. Nonostante la presa del PLM stesse diminuendo, nel 1913 Fernando Palomares e Jose Maria Rangel provarono a rilanciare la lotta armata, passando dal Texas al Messico, ivi però furono sconfitti, catturati e condannati a 50 anni di carcere. Nel 1915, in concomitanza con la morte di Anselmo L. Figueroa e alla mancanza di risorse per Regeneración, un gruppo di militanti si trasferì in una fattoria di Edendale, quartiere di Los Angeles, California. Lì costruirono una sorta di comune agricola, allevando polli e coltivando la terra per sopravvivere, ma progettando anche il rilancio dell'attività del PLM, che da quel momento prese il nome di Unión Obrera Revolucionaria (Unione Rivoluzionario dei Lavoratori). Nel febbraio del 1916, Enrique e Ricardo Flores Magón furono arrestati nella loro casa di Edendale con l'accusa di diffamare Venustiano Carranza. Verranno liberati solo qualche mese dopo grazie all'intervento del comitato sorto in loro appoggio, fondato da Emma Goldman e Alexander Berkman, che riuscì e lasciò l'attività del gruppo rivoluzionario, che rimase in mano ai soli Maria Brouse, sua figlia Lucia Norman, Librado Rivera e Ricardo Flores Magón. Questi ultimi due, nel 1918, pubblicarono su Regeneración un manifesto indirizzato agli anarchici di tutto il mondo e per questo subirono un ulteriore arresto accusati di cospirare contro il governo USA e furono condannati rispettivamente a 15 e 20 anni di carcere.
Ricardo Flores Magón morì in prigione nel 1922, Rivera fu invece rilasciato e deportato in Messico, dove continuò la sua opera di denuncia ai danni del governo instaurato con la rivoluzione per cui fu incarcerato sotto la presidenza di Plutarco Elías Calles. Ebbe quindi termine la fase in cui si era tentato di trasformare la Rivoluzione messicana in rivoluzione sociale.